# Joseph Dietzgen
Joseph Dietzgen (9 de dezembro de 1828 – 15 de abril de 1888) foi um filósofo alemão que emigrou para os EUA e dedicou-se ao estudo do materialismo dialético.
Dietzgen nasceu em Blankenberg na Província do Reno da Prússia. Ele foi o primeiro de cinco filhos do pai Johann Gottfried Anno Dietzgen (1794–1887) e da mãe Anna Margaretha Lückerath (1808–1881). Assim como seu pai, ele era um curtidor de profissão; herdando o negócio de seu tio em Siegburg. Totalmente autodidata, ele desenvolveu a noção de materialismo dialético de forma independente de Marx e Engels como um filósofo independente da teoria socialista. Ele teve um filho, Eugene Dietzgen.
De acordo com Dietzgen, a única coisa que pode ser considerada real é o que se dá como conteúdo de uma percepção direta. Não são, contudo, as sensações, mas as próprias coisas. Não se trata de "coisas em si", que sejam transcendentes ao sujeito cognoscente; toda coisa está, segundo Dietzgen, presente nos fenômenos. Portanto, o conhecimento do dado fenomenicamente na sensação e o das coisas reais são idênticos. Para que esse conhecimento seja completo, é preciso levar em conta as condições sociais em que se desenvolve. O que às vezes se denominou como "reísmo radical", ou também "empirismo reísta", de Dietzgen, constitui para seu autor uma parte de uma concepção político-social do mundo, ou um socialismo filosófico. Tal como Marx, Dietzgen considera que a tarefa da filosofia, não é apenas compreender o mundo, mas transformá-lo. Demonstra ser um seguidor da filosofia de Ludwig Feuerbach. Suas obras em português são: Cartas sobre a lógica, especialmente a lógica democrático-proletária; A religião da socialdemocracia.

## Vida como revolucionário e filósofo
Desde cedo em sua juventude, Joseph Dietzgen trabalhou com os famosos Quarenta e Oito da Revolução Alemã de 1848. Foi lá que ele conheceu pela primeira vez Karl Marx e outros revolucionários socialistas, e iniciou sua carreira como filósofo socialista. Após o fracasso da Revolução de 1848, ele passou algum tempo nos Estados Unidos de 1849 a 1851, retornando novamente para uma visita de 1859 a 1861. Enquanto estava no Novo Mundo, ele percorreu o Sul dos Estados Unidos e testemunhou de perto os linchamentos que haviam se tornado característicos dos estados escravistas. 
Durante o período entre suas viagens, Dietzgen juntou-se à Aliança dos Comunistas com Karl Marx de volta à Alemanha em 1852. Em 1853, após se casar com sua esposa Cordula Finke, ele estabeleceu seu negócio de curtume em Winterscheid (hoje parte de Ruppichteroth), Alemanha. Quando ele retornou aos Estados Unidos em 1859, ele estabeleceu outro curtume em Montgomery, Alabama. De 1864 a 1868, ele viveu com seu filho Eugene em São Petersburgo, onde foi gerente do curtume estatal. Ele trabalhou com o Czar da Rússia na melhoria dos métodos russos. Durante seu tempo na Rússia, ele escreveu um de seus primeiros textos, A Natureza do Trabalho Cerebral Humano, que foi publicado em 1869. Após a primeira leitura do texto, Marx encaminhou uma cópia para Engels, observando: "Minha opinião é que J. Dietzgen faria melhor em condensar todas as suas ideias em duas folhas de impressão e tê-las publicadas sob seu próprio nome como curtidor. Se ele as publicar no tamanho que está propondo, ele se desacreditará com sua falta de desenvolvimento dialético e sua maneira de andar em círculos."
 Enquanto viajava, sua esposa gerenciava o negócio de curtume da família na Alemanha até que ele retornasse em meados de 1869. Uma vez de volta ao lar, ele foi visitado por Marx e sua filha, que proclamaram que Joseph se tornara "o Filósofo" do socialismo. Até 1870, Marx havia abraçado Dietzgen como amigo e, posteriormente, elogiou-o e sua teoria do materialismo dialético na 2ª edição do primeiro volume de Das Kapital.
Em 8 de junho de 1878, Dietzgen foi preso após a publicação de uma palestra que ele deu em Colônia: O futuro da social democracia. Ele passou 3 meses na prisão preventiva antes que seu julgamento fosse realizado. Embora Joseph tenha sido libertado junto com cópias de seu artigo, ele foi preso novamente duas vezes e finalmente libertado. Em 1881, Joseph enviou seu filho Eugene para os Estados Unidos para evitar o alistamento iminente do exército do Kaiser, proteger seus artigos e documentos e garantir uma casa para a família no novo mundo. O jovem Eugene tinha 19 anos quando chegou a Nova York, mas rapidamente iniciou um próspero negócio familiar em Chicago, a Empresa Eugene Dietzgen. Tornou-se uma das principais fabricantes e distribuidoras mundiais de suprimentos para desenho e topografia e permaneceu como tal durante a maior parte do século XX. A empresa ainda existe hoje como uma divisão da Nashua Paper, e seus dois edifícios ainda estão em pé nas áreas modernas de Printer's Row e Lincoln Park, em Chicago.
Durante esse período, Eugene e Joseph mantiveram contato próximo por meio de extensas cartas, que estão sendo atualmente documentadas e publicadas. No mesmo ano, Joseph concorreu às eleições para o Reichstag (o parlamento alemão), mas emigrou em 1884 para a cidade de Nova York. Dois anos depois, mudou-se para Chicago, onde se tornou editor do Arbeiterzeitung. Infelizmente, a morte de Joseph em 1888 marcou o fim da dependência de seu filho, mas sua linhagem continuaria a fazer parte de alguns dos maiores acontecimentos do século XX; desde a Primeira Guerra Mundial, até as Olimpíadas de Berlim de 1936, até o coração da Segunda Guerra Mundial.
As palavras e a vida de Dietzgen têm para alguns destacado a unidade que existia na esquerda política na época da Primeira Internacional, antes que Anarquistas, Revolucionários e Social Democratas fossem posteriormente divididos: "Para mim, pouco enfatizo a distinção, se um homem é anarquista ou socialista, porque me parece que é atribuído muito peso a essa diferença." Nisso, ele agiu para reconciliar anarquistas e marxistas (ver Anarquismo e Marxismo).
Dietzgen mais tarde foi retratado em um selo pela República Democrática Alemã.

## Materialismo dialético
A contribuição mais importante de Dietzgen para o marxismo foi, sem dúvida, sua teoria filosófica do materialismo dialético, um meio de compreender o mundo que se baseia no materialismo de Ludwig Feuerbach e na dialetica de Hegel. Os mesmos princípios foram desenvolvidos independentemente por Karl Marx e Friedrich Engels e aplicados às suas escritas, das quais o Manifesto Comunista em particular teve grande influência sobre Dietzgen antes de ele começar a escrever.
Suas obras foram extensamente citadas por Lenin em sua polêmica filosófica Materialismo e Empiriocriticismo - notavelmente a penúltima obra em comparação com a última, que é completamente ignorada. Portanto, uma lista das obras filosóficas relevantes de Dietzgen, com as datas de composição - não de publicação - pode ajudar a elucidar sua evolução filosófica. Ele também é mencionado quatro vezes nos Cadernos Filosóficos tardios de Lenin (Obras Completas, Vol. 38, Lawrence & Wishart, 1980), por exemplo, nas páginas 403 - 406 ao lado de Feuerbach.
Georgi Plekhanov escreveu sobre a filosofia de Dietzgen, e esta citação com a citação dentro dela pode ser útil para fornecer o cenário para o tipo de argumentos que seu trabalho provocou:
"Agora, sobre Joseph Dietzgen. Seu filho, Eugene Dietzgen, em um prefácio à tradução russa, descreve também o ensino filosófico de seu pai como um suplemento importante ao marxismo (p. iv). Ele diz:
Se os fundadores do materialismo histórico, e seus seguidores, em uma série inteira de investigações históricas convincentes, provaram a conexão entre desenvolvimento econômico e espiritual, e a dependência deste último, em última análise, das relações econômicas, ainda assim não provaram que essa dependência do espírito está enraizada em sua natureza e na natureza do universo. Marx e Engels pensaram que tinham expulsado os últimos espectros do idealismo do entendimento da história. Isso foi um erro, pois os espectros metafísicos encontraram um nicho para si mesmos na essência não explicada do espírito humano e no todo universal que está intimamente associado a este último. Somente uma crítica cientificamente verificada do conhecimento poderia expulsar o idealismo daqui. (p. iv)

Apesar de todo o nosso respeito pela nobre memória do trabalhador-filósofo alemão, e apesar de nossa simpatia pessoal por seu filho, nos vemos obrigados a protestar resolutamente contra a ideia principal do prefácio do qual acabamos de citar. Nele, a relação de Joseph Dietzgen com Marx e Engels é declarada de forma bastante equivocada.
Plekhanov pode estar argumentando mais com o filho e o tradutor aqui do que com Joseph Dietzgen, no entanto. Observe a seguinte observação sobre lógica feita por Joseph Dietzgen:
O fio vermelho que perpassa todas essas cartas trata dos seguintes pontos: O instrumento do pensamento é uma coisa como todas as outras coisas comuns, uma parte ou atributo do universo. Ele pertence particularmente à categoria geral do ser e é um aparato que produz uma imagem detalhada da experiência humana por meio de classificação ou distinção categórica. Para usar corretamente este aparato, deve-se compreender completamente o fato de que a unidade do mundo é multiforme e que toda multiformidade é uma unidade.

É a solução do enigma da antiga filosofia eleática: Como o um pode estar contido no muitos, e os muitos no um?
Essa evocação explícita dos Eleatas (Parmênides, Zenão de Eléia e Melisso de Samos) parece de fato distinguir Dietzgen da corrente principal do materialismo dialético que emergiu das obras de Marx e Engels. Também parece entrar em conflito com ideias atuais sobre o "multiverso" comuns na cosmologia científica.
Um dos problemas mais óbvios de escrever sobre um filósofo materialista dialético como Dietzgen é a simples falta de citações e análises mainstream como fontes de terceiros, que ao menos em parte se deve ao antagonismo político na academia e, pode-se supor, à falta de pressão comercial.

## Morte
Dietzgen faleceu em casa fumando um charuto. Ele tinha dado um passeio no Parque Lincoln, e estava tendo uma discussão política de maneira "vivaz e animada" sobre o "colapso iminente da produção capitalista". Ele parou no meio da frase com a mão no ar - morto de paralisia do coração. Atualmente, ele está enterrado no Cemitério Waldheim. (agora Cemitério Forest Home), em Forest Park, Chicago, a poucos metros dos Mártires de Haymarket.

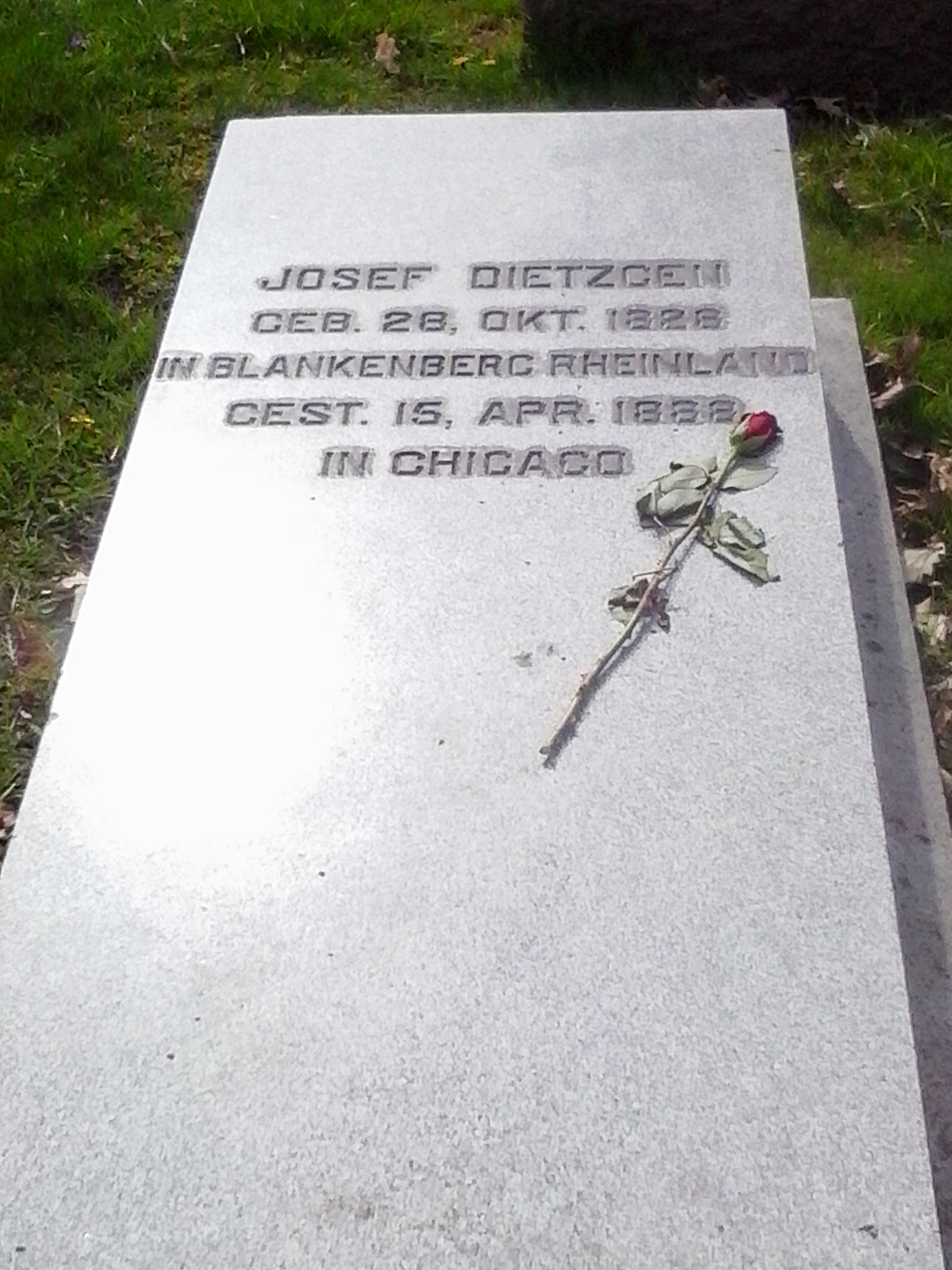
Túmulo de Josef Dietzgen, Cemitério Forest Home (anteriormente Waldheim), Forest Park, IL - 1 de maio de 2015

## Principais obras
- Das Wesen der menschlichen Kopfarbeit, 1869, inglês "The Nature of Human Brainwork",
- "A Religião da Social Democracia" (em seis sermões de 1870 a 1875), .
- "Socialismo Científico" (1873), .
- "A Ética da Social Democracia" (1875), .
- "Filosofia Social Democrata" (1876), .
- "O Inconcebível: um Capítulo Especial na Filosofia Social-Democrata" (1877).
- "Os Limites da Cognição" (1877), .
- "Nossos Professores sobre os Limites da Cognição" (1878), .
- "Cartas sobre Lógica" (endereçadas a Eugen Dietzgen) (1880–1884).
- "Excursões de um Socialista no Domínio da Epistemologia" (1886), .
- "O Resultado Positivo da Filosofia" (1887).

Edições mais recentes:
- Nature of Human Brain Work: An Introduction to Dialectics, Left Bank Books, Reimpressão 1984
- Ensaios Filosóficos sobre Socialismo e Ciência, Religião, Ética; Crítica da Razão e do Mundo em Geral, Publicações Kessinger, 2004, ISBN 1-4326-1513-0
- O Resultado Positivo da Filosofia; A Natureza do Trabalho do Cérebro Humano; Cartas sobre Lógica, Publicações Kessinger, 2007, ISBN 0-548-22210-X

- Josef Dietzgen, Sämtliche Schriften, editado por Eugen Dietzgen, 4ª edição, Berlim, 1930
- Joseph Dietzgen, Schriften in drei Bänden, editado pelo Grupo de Trabalho de Filosofia na Academia de Ciências da RDA em Berlim, Berlim, 1961–1965

## Literatura secundária
Inglês
- Anton Pannekoek: "The Standpoint and Significance of Josef Dietzgen's Philosophical Works" – Introduction to Joseph Dietzgen, The Positive Outcome of Philosophy, Chicago, 1928

Alemão
- SPD-Protokollnotizen S. 176; Liebknecht 1988, Biographisches Lexikon 1970, Dietzgen 1930, Friedrich Ebert-Stiftung, Digitale Bibliothek
- P. Dr. Gabriel Busch O.S.B.: Im Spiegel der Sieg, Verlag Abtei Michaelsberg, Siegburg 1979
- Josef Dietzgen, Sämtliche Schriften, hrsg. von Eugen Dietzgen, 4. Auflage, Berlin, 1930
- Joseph Dietzgen, Schriften in drei Bänden, hrsg. von der Arbeitsgruppe für Philosophie an der Akademie der Wissenschaften der DDR zu Berlin, Berlin, 1961–1965
- Otto Finger, Joseph Dietzgen – Beitrag zu den Leistungen des deutschen Arbeiterphilosophen, Berlin, 1977
- Gerhard Huck, Joseph Dietzgen (1828–1888) – Ein Beitrag zur Ideengeschichte des Sozialismus im 19. Jahrhundert, in der Reihe Geschichte und Gesellschaft, Bochumer Historische Schriften, Band 22, Stuttgart, 1979, ISBN 3-12-913170-1
- Horst Gräbner, Joseph Dietzgens publizistische Tätigkeit, unveröffentlichte Magisterarbeit an der J-W-G-Universität, Frankfurt/M, 1982
- Anton Pannekoek, "Die Stellung u. Bedeutung von J. Dietzgens philosophischen Arbeiten" in: Josef Dietzgen, Das Wesen der menschlichen Kopfarbeit; Eine abermalige Kritik der reinen und praktischen Vernunft, Stuttgart: J. H. W. Dietz Nachf., 1903

Holandês
- Jasper Schaaf, De dialectisch-materialistische filosofie van Joseph Dietzgen, Kampen, 1993